# 阿里萨
阿里萨，是西班牙阿拉贡自治区萨拉戈萨省的一个市镇。 总面积103平方公里，总人口1237人（2001年），人口密度12人/平方公里。